# Peetri (Harjumaa)

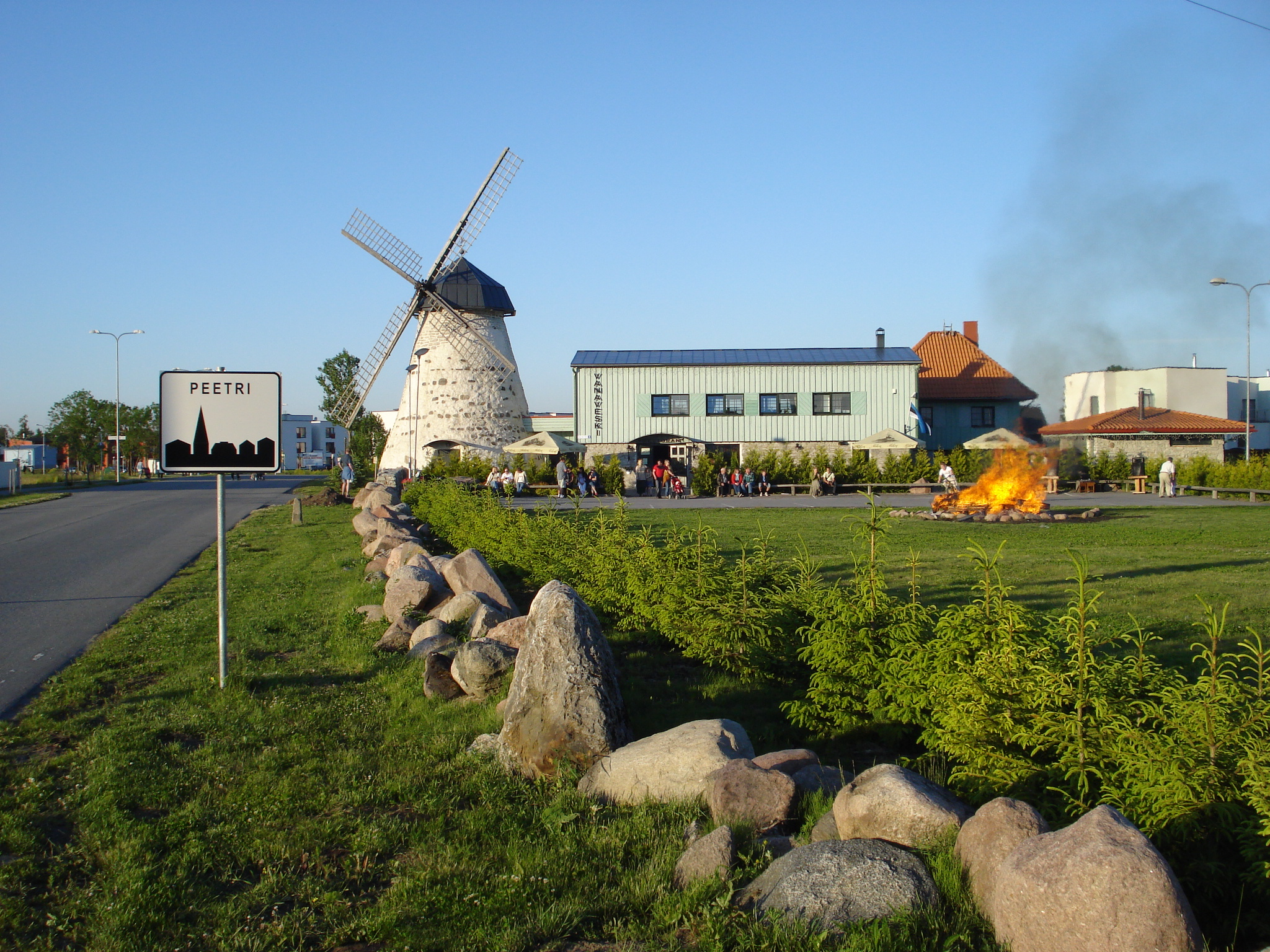
Die historische Windmühle von Peetri

Peetri (in der Umgangssprache auch Peetriküla; historischer deutscher Name Petrikülla) ist ein Großdorf (alevik) in der Gemeinde Rae im Landkreis Harju (Rugel) in Estland. Es grenzt an die Hauptstadt Tallinn.

## Geographie
Peetri war bis 2012 die größte Siedlung Estlands mit dem Status eines Dorfes (küla). Am 1. Januar 2012 wurde Peetri der Alevik-Status verliehen.  Entsprechend dem offiziellen Melderegister hatte Peetri am 1. Januar 2012 eine Einwohnerzahl von 3.012.
Im Dorf gibt es mehr als 500 Wohnhäuser einschließlich einiger Dutzend Mietshäuser. Im Herbst 2009 wurde der Bau eines Gebäudekomplexes abgeschlossen, in dem Kindergarten und Grundschule, Sporthalle, Stadion und eine öffentliche Bibliothek untergebracht sind.
Der größte Teil des Dorfes liegt westlich der Autobahn E263 Tallinn – Tartu – Võru – Luhamaa, jedoch umfasst es auch einen Teil von Mõigu (Moik) östlich der Autobahn. Der Ort erstreckt sich auf einer Fläche von 4,60 km².

## Geschichte
Die ersten schriftlichen Erwähnungen Peetris aus dem Jahre 1631 finden sich im Zusammenhang mit einer Immobilientransaktion des Landgutes Mõigu. 1732 wurde der estnische Landwirt Wanna-Peter auf dem Hofland von Mõigu östlich der damaligen großen Heerstraße neu angesiedelt. Aus dieser Ansiedlung entstand das spätere Dorf Peetri.
Das älteste erhaltene Gebäude in Peetri ist eine ehemalige Windmühle aus dem Jahr 1868, welche heute als Restaurant Peetri Tuulik (deutsch: „Peetri Windmühle“) genutzt wird.